# Richard Glazebrook
Sir Richard Tetley Glazebrook KCB KCVO (* 18. September 1854 in West Derby, Liverpool; † 15. Dezember 1935 in Limpsfield, Surrey) war ein britischer Physiker.

## Leben
Glazebrook stammte aus einer bekannten Liverpooler Familie und war der Sohn eines Chirurgen. Sein Bruder W. R. Glazebrook war später Bankdirektor (Martin´s Bank). Glazebrook studierte ab 1872 Physik und Mathematik am Trinity College der University of Cambridge mit dem Bachelor-Abschluss 1876 als fünfter Wrangler in den Tripos Prüfungen. Ein Jahr später wurde er Fellow des College. Zu seinen Lehrern in Physik am Cavendish-Laboratorium gehörten James Clerk Maxwell und John William Strutt, 3. Baron Rayleigh. 1878 erfolgte seine erste größere Veröffentlichung (über Kristalloptik). 1879 erhielt er seinen M.A. Abschluss. 1880 wurde er Demonstrator im Cavendish Laboratory und 1881 College Lecturer in Physik und Mathematik sowie University Lecturer in Mathematik. Als Wissenschaftler befasste er sich mit Flug und elektrischer Messtechnik.
Er machte sich Hoffnungen 1884 Nachfolger von Lord Rayleigh (der ihn unterstützte) auf dem Cavendish Lehrstuhl für Physik in Cambridge zu werden, das wurde aber J. J. Thomson. Er wurde 1891 Assistant Director des Cavendish Labors und verwaltete ab 1895 (als Bursar) die Finanzen des Trinity College. 1898 wurde er Prinzipal des University College in Liverpool (der späteren University of Liverpool). 1899 wurde er der erste Direktor des National Physical Laboratory (NPL) in Teddington, das er bis zu seiner Pensionierung 1919 führte. Auch nach seiner Ablösung (aufgrund von Differenzen mit dem zuständigen Ministerium) blieb er in dessen Beirat und stand 1925 bis 1932 dessen Exekutivrat vor. Danach ging er wieder nach Cambridge und gab den Dictionary of Applied Physics heraus. 1920 bis 1923 war er Zaharoff Professor für Aeronautik und Direktor der Abteilung Aeronautik am Imperial College London.
1882 wurde er Fellow der Royal Society, war 1919 bis 1920 und 1924 bis 1928 dessen Vizepräsident und 1926 bis 1929 dessen Auslands-Sekretär. 1909 erhielt er die Hughes-Medaille der Royal Society und 1931 deren Royal Medal. 1933 erhielt er die Goldmedaille der Royal Aeronautical Society. 1903 bis 1905 war er Präsident der Physical Society (des späteren Institute of Physics, IOP). 1918 erhielt er die Albert Medal der Royal Society of Arts. 1906 war er Präsident der Institution of Electrical Engineers. Seit 1895 war er Mitglied der American Philosophical Society.
1910 wurde er Companion des Order of the Bath, 1917 wurde er geadelt und 1920 Knight Commander des Order of the Bath (KCB). 1934 wurde er Knight Commander of the Royal Victorian Order (KCVO).
Er war seit 1883 verheiratet und hatte einen Sohn und drei Töchter.
Ihm zu Ehren wird die Glazebrook Medal des Institute of Physics verliehen.

## Schriften
- Herausgeber A dictionary of applied physics, 5 Bände, London, Macmillan 1922 bis 1923:
  - Band 1 Mechanics, Engineering, Heat, Archive,
  - Band 2 Electricity Archive,
  - Band 3 Meteorology, Metrology and measuring apparatus,
  - Band 4 Light, sound, radiology,
  - Band 5 Aeronautics, metallurgy, general index
- Mechanics - Dynamics, Cambridge University Press, 1911
- Mechanics - Hydrostatics, Cambridge University Press, 1916
- Physical optics, London, New York: Longmans, Green, 1886
- Laws and properties of matter, London, K. Paul, Trench, Trübner, 1893
- Heat: an elementary text-book, theoretical and practical, for colleges and schools, Cambridge University Press, 1894
- Light, an elementary text-book, theoretical and practical, Cambridge University Press, 1912
- Electricity and magnetism. An elementary text-book, theoretical and practical, Cambridge University Press, 1903
- Practical physics, London, Longmans, 1889
- James Clerk Maxwell and modern physics, New York: Macmillan, 1896
- Science and Industry, The Rede Lecture 1917, Cambridge University Press